# カール・アントン・ロアン
カール・アントン・プリンツ・ロアン（Karl Anton Prinz Rohan, 1898年1月9日 ロースドルフ - 1975年3月17日 ザルツブルク）は、オーストリアの政治思想家。リヒャルト・クーデンホーフ＝カレルギーと類似した国際的汎ヨーロッパ主義を唱えたが、その後ナチズムに「転向」したため、その政治思想は今日ほとんど顧みられることがない。

## 生涯
ロアン侯アラン・ロアンと、オーストリア首相を務めた政治家アドルフ・フォン・アウエルスペルク侯子の娘ヨハンナ（1860年 - 1922年）の第6子・次男。兄アラン・ロアンは最後のロアン侯となった。また、父方の叔母にマドリード公爵夫人マリア・ベルタ・ロアンがいる。母方の親族からニーダーエスターライヒ州のアルブレヒツベルク城と付属荘園を相続し、地主として経営した。1916年から1918年までは第一次世界大戦に従軍した。1933年1月29日ブダペストで、ハンガリー国会議長・パリ講和会議ハンガリー代表などを務めた政治家アポニー・アルベルト伯爵の娘マリア（1899年 - 1967年）と結婚し、間に2人の息子、カール・ロアン（1934年 - 2008年）とアルベルト・ロアン（1936年 - 2019年）をもうけた。
1924年に文化協力同盟（Verband für kulturelle Zusammenarbeit）（「ヨーロッパ文化連盟（„Europäischer Kulturbund“）」とも）を設立。1925年雑誌『ヨーロッパ・レヴュー』を創刊し、1936年まで編集責任者を務めた。エリート保守主義的なアーベントラント（西洋志向）思想を支持しており、国民国家ごとのキリスト教民主主義に代えて国際的汎ヨーロッパ主義の推進を訴えた。ロアンの文化協力同盟の国際会合にはフーゴー・フォン・ホーフマンスタール、ポール・ヴァレリー、マックス・ベックマン、カール・シュミットらの文化人・知識人が出席した。
ロアンは同じ汎ヨーロッパ主義を推進するリヒャルト・クーデンホーフ＝カレルギーとは個人的に仲が悪かった。ロアンはクーデンホーフの唱える汎ヨーロッパ思想が反伝統主義的で合理主義に傾いていることが気に入らなかった。ロアンの文化協力同盟の後援者には長く財務相を務めたヨーゼフ・レトリッヒや首相経験者のイグナーツ・ザイペルがいたが、彼らはロアンの保守的色彩の強いアーベントラント思想に共鳴していた。
1930年代に入ると、ロアンはアロイス・フーダルとともにキリスト教思想とナチズム（国民社会主義）思想との接近を図る運動に傾倒していく。彼はオーストリアが独立したまま国民社会主義体制となるべきことを主張した。ところがロアンは1938年3月のアンシュルスに伴って発せられた、アンシュルスを熱烈に歓迎する「オーストリア作家信条書（Bekenntnisbuch österreichischer Dichter）」の作成に貢献している（信条書自体はオーストリア・ドイツ語文学者連盟が発行した）。1938年5月1日には国家社会主義ドイツ労働者党（ナチ党）に入党、党員番号623万4513番となった。しかしロアンはオーストリアの独立主義と、カトリック的・貴族主義的な見地に立つヨーロッパ連合構想という彼の政治的理想を捨てようとしなかったため、「第三帝国」体制においてすぐに政治的周縁に追いやられた。彼はその思想を明示した著書『ヨーロッパの運命の時（Schicksalsstunde Europas）』のために、第二次世界大戦が始まるまで当局から常に警戒されていた。
第二次世界大戦中、ロアンは通信社で働いた。大戦後は『アウラ』や『新秩序（Neue Ordnung）』といった右翼系の雑誌に寄稿した。
ドイツ民主共和国では、ロアンの2つの著書『ヨーロッパの運命の時（Schicksalsstunde Europas）　副題：認識と信条、現実と可能性（Erkenntnisse und Bekenntnisse, Wirklichkeiten und Möglichkeiten）』（1937年刊）と『モスクワ（Moskau）　副題：ソヴィエト・ロシアに関する概略書（ „Ein Skizzenbuch aus Sowjetrussland“）』（1927年刊）は、ともに排除文書リストに掲載され、発禁処分となっていた。
1972年、ズデーテン・ドイツ人民族運動の活動拠点であるアウクスブルクのからリービッヒ＝メダルを授与された。

## 著書
- Umbruch der Zeit 1923-1930, Berlin 1930.
- Schicksalsstunde Europas, Graz 1937.
- Heimat Europa. Erinnerungen und Erfahrungen, Düsseldorf 1954.
- Die Deutschen und die Welt. Wie sehen die anderen Völker die Deutschen?, Eckartschriften Heft 32, Österreichische Landsmannschaft, Wien 1969

## 引用
1. ↑  福田宏「ポスト・ハプスブルク期における国民国家と広域論」、池田嘉郎（編）『第一次世界大戦と帝国の遺産』P106-134。
2. ↑  Anita Ziegerhofer-Prettenthaler: Botschafter Europas. Richard Nikolaus Coudenhove-Kalergi und die Paneuropa-Bewegung in den zwanziger und dreißiger Jahren. Böhlau Verlag, Wien 2004, ISBN 3-205-77217-2, S. 172.
3. ↑  Bund Deutscher Schriftsteller Österreichs (Hrsg.), Bekenntnisbuch Österreichischer Dichter, Krystall Verlag, Wien 1938
4. ↑  Ernst Klee: Das Kulturlexikon zum Dritten Reich. Wer war was vor und nach 1945. S. Fischer, Frankfurt am Main 2007, ISBN 978-3-10-039326-5, S. 493.
5. ↑  http://www.polunbi.de/bibliothek/1953-nslit-q.html